# Margherita Guarducci
Margherita Guarducci (* 20. Dezember 1902 in Florenz; † 2. September 1999 in Rom) war eine italienische Epigraphikerin und Archäologin. Sie wurde besonders durch ihre Forschungen zu den Inschriften Kretas und des Vatikans sowie durch ihr Handbuch der griechischen Epigraphik bekannt.

## Leben
Nach dem Schulbesuch in Florenz studierte Margherita Guarducci Klassische Philologie an der Universität Bologna, wo sie 1924 die Laurea in Gräzistik bei Vittorio Puntoni erlangte. Von 1924 bis 1926 studierte sie weiter an der Scuola Archeologica Italiana der Universität Rom, von 1926 bis 1927 an der Scuola Archeologica Italiana in Athen. Hier war sie Schülerin des Epigraphikers Federico Halbherr und arbeitete ab 1928 für dessen Missione Archeologica Italiana auf Kreta, wo sie die antiken Inschriften erforschte. Nach Halbherrs Tod 1930 setzte sie dessen großes Projekt eines Corpus der Inschriften Kretas Inscriptiones Creticae fort. Noch 1930 ging sie zunächst mithilfe eines Humboldt-Stipendiums nach Berlin und München erhielt dann die Dozentur für griechische Altertumskunde an der Universität Rom, die durch Halbherrs Tod freigeworden war. Ab 1931 hatte sie dort auch einen Lehrauftrag für griechische Epigraphik. Von 1942 bis zu ihrer Emeritierung 1973 hatte sie den Lehrstuhl für griechische Epigraphik und Altertumskunde an der Universität Rom inne. Von 1973 bis 1978 lehrte sie noch an der Scuola Nazionale di Archeologia di Roma, deren Direktorin sie auch war.

## Werk
Margherita Guarduccis erste bedeutende wissenschaftliche Tätigkeit waren die Forschungen auf Kreta an der Seite Federico Halbherrs, dessen Lieblingsschülerin sie wurde. Nach Halbherrs Tod übernahm sie nicht nur seinen Posten an der Universität Rom, sondern setzte auch seine Arbeit an den antiken Inschriften Kretas fort. Sie übernahm das gesamte Konvolut an Notizen, überprüfte und vervollständigte es und versah es mit Anmerkungen zu geschichtlichen, archäologischen und topographischen Fragen. Diese Arbeit erstreckte sich über zwei Jahrzehnte und resultierte in einem vollständigen Corpus der griechischen und lateinischen Inschriften auf Kreta nach dem 7. Jahrhundert vor Christus. Die Inscriptiones Creticae erschienen von 1935 bis 1950 in vier Bänden, die sich an der Geographie Kretas orientierten (Zentral-, West- und Ostkreta sowie Gortyn).
Ab den 1950er Jahren befasste sich Guarducci mit den archäologischen Ausgrabungen im Vatikan, die zuvor Ludwig Kaas begonnen hatte. Dort fanden 1953 bis 1957 unterhalb des Petersdomes neue Untersuchungen statt, bei denen Domenico Mustilli die vorchristlichen Gräber (Vatikanische Nekropole), Adriano Prandi das christliche Kultzentrum und Guarducci selbst die Inschriften erforschen sollte. Ein besonderes Augenmerk legte sie auf die Inschriften der sogenannten „muro dei graffiti“, deren Analyse sie 1958 in drei Bänden veröffentlichte. Ihre These einer „mystischen Kryptographie“, die sich in diesen Texten verberge, wurden in der Wissenschaft jedoch eher kritisch aufgenommen. Zudem stieß Guarducci bei ihren Forschungen vor Ort auf die Gebeine, die Ludwig Kaas in dieser Mauer vorgefunden und aus ihr entfernt hatte. In ihr sah Guarducci die Reliquien des Apostels Petrus – eine Deutung, die sie 1965 in einer Monographie veröffentlichte, die aber ebenfalls auf Widerspruch (besonders seitens Antonio Ferruas) stießen. Ausführlich befasste sich Guarducci zudem mit der sogenannten Statue des Hippolyt in der Vatikanischen Apostolischen Bibliothek. Dabei erkannte sie, dass es sich ursprünglich um eine Frauenstatue handelte, der ein männlicher Kopf aufgesetzt wurde (siehe dazu auch Traditio Apostolica).
Wissenschaftlich bedeutend ist zudem vor allem Guarduccis umfangreiches Handbuch der griechischen Epigraphik, das in vier Bänden von 1967 bis 1978 veröffentlicht wurde. Eine gekürzte Fassung dieses Werkes in einem Band erschien 1987.

## Ehrungen
Maria Guarducci war Mitglied der Accademia Nazionale dei Lincei (1956), der Pontificia Accademia Romana di Archeologia (1969), der British Academy (1978) sowie des Deutschen Archäologischen Instituts. Sie erhielt zwei Ehrendoktortitel, von der Università Cattolica del Sacro Cuore in Mailand und der Universität Rennes.

## Veröffentlichungen
- Inscriptiones Creticae opera et consilio Friderici Halbherr collectae. Curavit Margarita Guarducci. 4 Bände, Libreria dello Stato, Rom 1935–1950.
- Cristo e San Pietro in un documento precostantiniano della necropoli Vaticana. L'Erma di Bretschneider, Rom 1953.
- Ein vorkonstantinisches Denkmal Christi und Petri in der Vatikanischen Nekropole. Istituto Poligrafico dello Stato, Rom 1953.
- I graffiti sotto la confessione di San Pietro in Vaticano. 3 Bände, Libr. Ed. Vaticana, Vatikanstadt 1958.
- La tomba di San Pietro. Notizie antiche e nuove scoperte. Editrice Studium, Rom 1959.
- Le reliquie di Pietro sotto la Confessione della Basilica Vaticana. Libreria Editrice Vaticana, Rom 1965.
- Le reliquie di Pietro sotto la Confessione della Basilica vaticana. Una messa a punto. Coletti, Rom 1967.
- Epigrafia greca. 4 Bände, Istituto Poligrafico dello Stato, Rom 1967–1978 (Nachdruck aller vier Bände, ebenda 1995).
- Pietro ritrovato. Il martirio, la tomba, le reliquie. Mondadori, [ohne Ort] 1969.
- La capsella eburnea di Samagher. Un cimelio di arte paleocristiana nella storia del tardo Impero. Società Istriana di Archeologia e Storia Patria, Triest 1978.
- La cattedra di San Pietro nella scienza e nella fede. Istituto Poligrafico dello Stato, Rom 1982.
- Pietro in Vaticano. Istituto Poligrafico e Zecca dello Stato, Rom 1983.
- Scritti scelti sulla religione greca e romana e sul Cristianesimo (= Études préliminaires aux religions orientales dans l'Empire romain. Band 98). Brill, Leiden 1983, ISBN 90-04-06913-5.
- L’epigrafia greca dalle origini al tardo impero. Istituto Poligrafico e Zecca dello Stato, Rom 1987 (Nachdruck: Libreria dello Stato, Rom 2005, ISBN 88-240-1308-2).
- La più antica icona di Maria. Un prodigioso vincolo fra Oriente e Occidente. Istituto Poligrafico dello Stato, Rom 1989.
- La Tomba di San Pietro. Una straordinaria vicenda. Rusconi Ed., Mailand 1989.
- San Pietro e Sant’Ippolito. Storia di statue famose in Vaticano. Istituto Poligrafico dello Stato, Rom 1991, ISBN 88-240-0239-0.
- Misteri dell'alfabeto. Enigmistica degli antichi Cristiani. Rusconi, Mailand 1993, ISBN 88-18-88037-3.
- Le chiavi sulla pietra. Studi, ricordi e documenti inediti intorno alla tomba di Pietro. Piemme, Casale Monferrato 1995, ISBN 88-384-2350-4.
- Verità. Meditazioni, esperienze, documenti in tempi antichi e recenti. Istituto Poligrafico dello Stato, Rom 1995, ISBN 88-240-3986-3.
- Le reliquie di Pietro in Vaticano. Istituto Poligrafico dello Stato, Rom 1995, ISBN 88-240-3932-4.
- Guida ai sotteranei della Basilica Vaticana. In cammino verso le reliquie di Pietro. Casale Monferrato, Piemme 1996, ISBN 88-384-2472-1.
- La cosiddetta fibula prenestina. Tra antiquari, eruditi e falsari nella Roma dell’Ottocento (= Colezzione Rariora. Band 3). Bardi Editore, Rom 2007, ISBN 978-88-88620-41-1 (Nachdruck dreier älterer Publikationen Guarduccis).